# Eric Chitty
Eric Stephenson Chitty (ur. 28 kwietnia 1909 w Toronto, zm. 1990) – kanadyjski żużlowiec.

## Życiorys
Wielokrotny mistrz Kanady. Jedyny reprezentant tego kraju, który dwukrotnie uczestniczył w finałach indywidualnych mistrzostwach świata na żużlu.
Był mistrzem ligi w Anglii z zespołem West Ham Hammers w roku 1937.

## Przynależność klubowa
Wielka Brytania
- West Ham Hammers (1936–1939)
- West Ham Hammers (1946–1951)

## Osiągnięcia
Indywidualne Mistrzostwa Świata
- 1937 -  Londyn - 12. miejsce - 15 pkt → wyniki
- 1939 -  Londyn → wyniki - Finał nie rozegrany z powodu wybuchu drugiej wojny światowej.

Indywidualne Mistrzostwa Kanady
- 1930 - 2. miejsce → wyniki
- 1934 - Toronto - 1. miejsce → wyniki